# Carl Yastrzemski
 (mars 2019).
Si vous disposez d'ouvrages ou d'articles de référence ou si vous connaissez des sites web de qualité traitant du thème abordé ici, merci de compléter l'article en donnant les références utiles à sa vérifiabilité et en les liant à la section « Notes et références ».
Carl Michael Yastrzemski (né le 22 août 1939 à Southampton, New York) est un joueur américain de baseball. Il a passé ses 23 saisons dans la Ligue majeure de baseball avec les Red Sox de Boston de 1961 à 1983, établissant les records pour un joueur des Red Sox dans les catégories des coups sûrs, parties jouées, points produits, points marqués, simples, doubles et total de buts.
Il a été trois fois le champion de la moyenne au bâton et a remporté la triple couronne en 1967 avec 44 coups de circuit, 121 points produits et une moyenne au bâton de ,326. Aucun autre joueur n'a ensuite réussi la triple couronne avant 2012.
En 1967, il est élu le joueur de l'année dans la Ligue américaine. Seuls Brooks Robinson et Yastrzemski ont passé 23 saisons avec une seule équipe.
Joueur de champ gauche et de premier but, Yastrzemski est élu au Temple de la renommée du baseball en 1989.

## Biographie
Carl Yastrzemski est né à Southampton (New York), de Carl Yastrzemski, Sr. et Hattie Skonieczny. Ses parents étaient d'origine polonaise et le jeune Carl était bilingue dès son plus jeune âge. Élevé dans la ferme de pommes de terre de son père, Carl a joué dans des équipes de Sandlot ball (en) avec son père, qui, disait-il, était un meilleur athlète que lui. Carl a également joué en Little League Baseball. "Yaz" a fréquenté Notre Dame avec une bourse de basket-ball (sa carrière à Bridgehampton marquant une longue carrière au lycée à Bridgehampton en a brisé une autre précédemment détenue par Jim Brown) avant de se lancer dans sa carrière de base-ball.
Yastrzemski a signé avec l'organisation des Red Sox, qui l'a envoyé dans les ligues mineures de Raleigh Capitals (en) en 1959, où il a mené la ligue avec une moyenne au bâton de .377. Il a ensuite été transféré aux Minneapolis Millers pour la post-saison et la saison 1960. Yastrzemski, qui avait étudié le commerce à Notre-Dame, a tenu une promesse faite à ses parents en terminant ses études au Merrimack College (en) de North Andover, dans le Massachusetts, en 1966.

## Palmarès
- Champion de la moyenne au bâton (1963, 1967, 1968)
- Mené la ligue en points marqués (1967, 1970, 1974)
- Mené la ligue en points produits (1967)
- Mené la ligue en coups de circuit (1967)
- Mené la ligue en coups sûrs (1963, 1967)
- Gagnant de la triple couronne en 1967
- Élu le meilleur joueur de la Ligue américaine en 1967

## Statistiques
Au bâton
| Parties | AB    | R    | H    | 2B  | 3B | HR  | RBI  | BB   | SO   | AVG   | OBP   | SLG   | OPS   |
| 3308    | 11988 | 1816 | 3419 | 646 | 59 | 452 | 1844 | 1845 | 1393 | 0,285 | 0,379 | 0,462 | 0,841 |